# Ramón Silva Bahamondes
Ramón Óscar Silva Bahamondes, más conocido como Moncho Silva (Valparaíso, 16 de junio de 1944-Viña del Mar, 3 de septiembre de 2020), fue un cantante y locutor radial chileno.

## Biografía
Hijo de Juan Ramón Felipe Silva Billa y Adelina Emma Bahamondes Carrasco. Estudió en el Colegio San Pedro Nolasco.
Comenzó cantando en el colegio participando en grupos folclóricos, logró su primera grabación con el grupo Los del Sendero junto al cantante José Alfredo Fuentes. Entre 1966 y 1968, integró el cuarteto vocal Clan 91.
Dentro de su trayectoria radial fue uno de los fundadores de la Radio Festival de Viña del Mar en 1976. Trabajó en Radio Portales de Valparaíso conduciendo el programa Portaleando la mañana.
En Santiago participó en la Radio Gigante y Portales. En televisión, en 1986 fue parte del jurado internacional del XXVII Festival Internacional de la Canción de Viña del Mar. Ese mismo año fue panelista del programa Show de goles en UCV Televisión. Fue productor musical en Canal 13.
En los últimos años, regresó a la Región de Valparaíso para vivir en Concón. Trabajó en la Radio Congreso. Su último trabajo fue en la radio comunal de Concón hasta mediados de agosto de 2020, cuando fue hospitalizado en el Hospital Naval por COVID-19, falleció el 3 de septiembre del mismo año. Posterior a su muerte, la Radio Municipal de Concón pasó a tener su nombre, "Radio Municipal Moncho Silva".